# Teladan (Tinggi Raja)
Teladan is een bestuurslaag in het regentschap Asahan van de provincie Noord-Sumatra, Indonesië. Teladan telt 2847 inwoners (volkstelling 2010).